# Nicolae Vrăbiescu
Nicolae Vrăbiescu (n. 29 aprilie 1943 – d. 5 decembrie 2006) a fost un politician român, membru al PNȚ-CD, fost primar al sectorului 6 în perioada februarie 1992 - 5 aprilie 1994, când a fost demis. A fost reinvestit ca primar al sectorului 6 în perioada 1995 - 16 iunie 1996. A fost primul primar al sectorului 6 ales prin alegeri locale libere după 1989.

## Vezi și
- Lista primarilor sectoarelor bucureștene aleși după 1989

## Legături externe
- Manelisti zambitori si primari glaciali - libertatea.ro